# わたしの青い空
『わたしの青い空』（わたしのあおいそら）は、藤井隆の5枚目のシングル。

## 概要
表題曲の作詞作曲を、藤井の前作シングル「未確認飛行体」でも作曲を担当したキリンジのボーカルおよびバンドマスターである堀込高樹が、全収録曲のサウンドプロデュースを、藤井の3枚目シングル「絶望グッドバイ」でも編曲を担当した本間昭光が手掛け、2004年7月7日に発売された。
カップリング「ある夜 僕は逃げ出したんだ」の作詞は、公私共に藤井と親交が深いYOUが手掛けた。
初回限定盤には、竹内鉄郎の演出による表題曲のMVを収録したDVDが付属されている。

## 収録曲
1. わたしの青い空 [5:25]
作詞・作曲：堀込高樹 / 編曲：本間昭光
藤井が後述の番組内のみで演じるキャラクター・Matthew南（マシューみなみ）が司会を務めるテレビ朝日系列の音楽バラエティ番組『Matthew's Best Hit TV』のエンディングテーマ。
2004年9月10日に放送されたテレビ朝日系列の歌番組『ミュージックステーション』では、男女6人のバックダンサーを従え、MVでも披露しているダンス付きで歌唱した。
2. ある夜 僕は逃げ出したんだ [4:39][注釈 2]
作詞：YOU / 作曲・編曲：本間昭光
YOUはコーラスにも参加している。

## 楽曲の収録作品
1. わたしの青い空
オールバイマイセルフ（2004年7月28日[2]）　
藤井隆ワールドツアー2004～わたしの青い空～（2005年10月19日[3][4]）
藤井隆ワールドツアー2005（2006年3月1日[5][6][7]）
ザ・ベスト・オブ藤井隆 AUDIO VISUAL（2015年10月21日、通常盤 ／ 初回限定盤）
RE : WIND[注釈 3]（2017年7月14日[注釈 4]）
2. ある夜 僕は逃げ出したんだ
オールバイマイセルフ（2004年7月28日[2][注釈 5]）　
藤井隆ワールドツアー2004～わたしの青い空～（2005年10月19日[3]）　
藤井隆ワールドツアー2005（2006年3月1日[5]）
ザ・ベスト・オブ藤井隆 AUDIO VISUAL（2015年10月21日、通常盤 ／ 初回限定盤[注釈 6]）